# 新尼古拉耶夫卡 (卡姆揚斯克區)

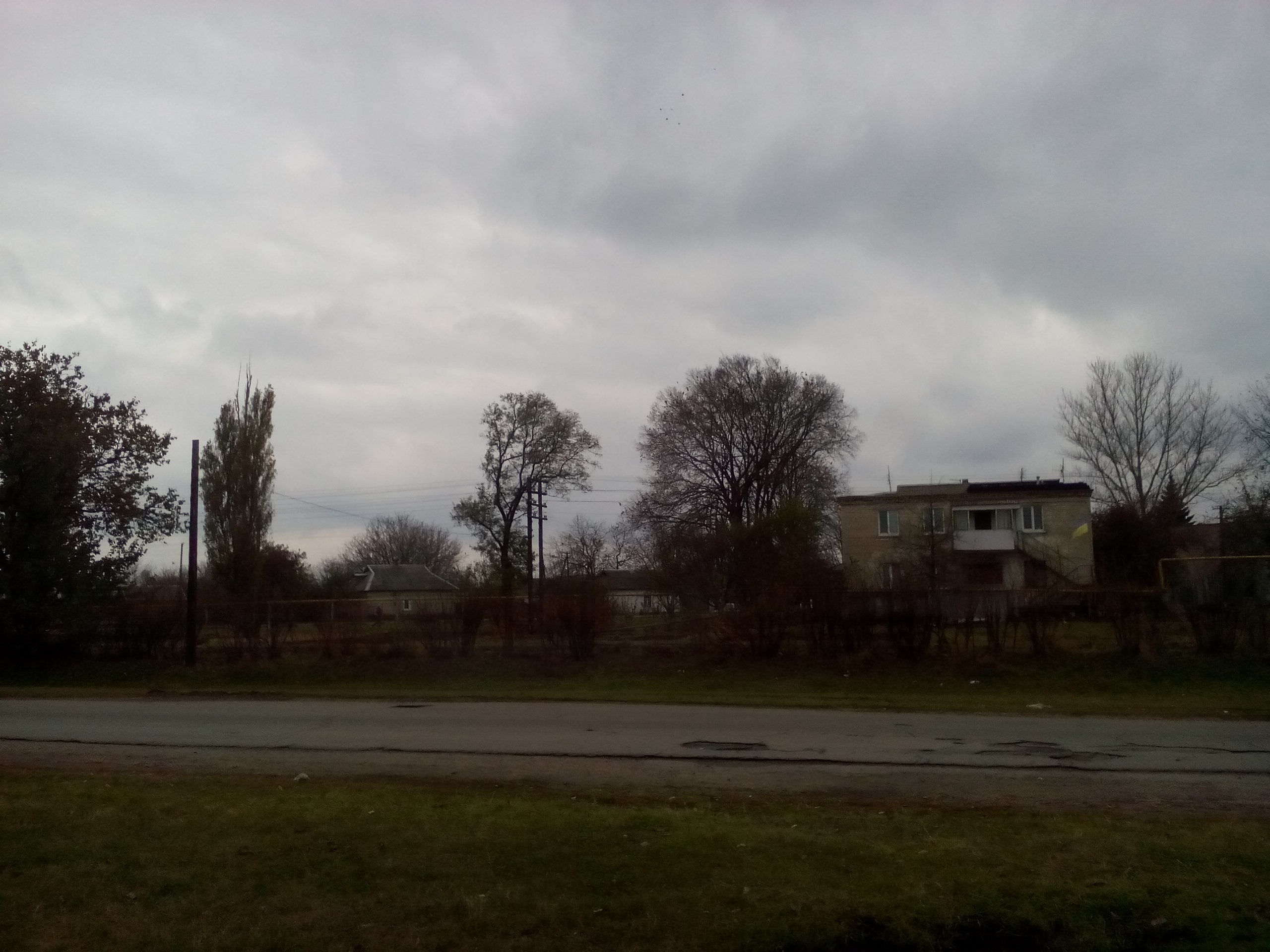
市容

新米科拉伊夫卡（羅馬化：Novomykolaivka；又译为新尼古拉耶夫卡）是烏克蘭東部第聶伯羅彼得羅夫斯克州卡姆扬斯克区上第聂伯罗夫斯克市镇内的鎮。始建於1917年，面積5.34平方公里，海拔高度165米，2001年人口3,985，人口密度每平方公里746人。